# Aéroport de La Réunion-Roland-Garros
Pour les articles homonymes, voir Roland Garros (homonymie) et RUN.
L'aéroport de La Réunion Roland-Garros, localement appelé Gillot (code IATA : RUN • code OACI : FMEE), est le principal aéroport de l'île de La Réunion, département d'outre-mer français dans l'océan Indien.

## Histoire
L'aéroport est situé au nord de l'île de La Réunion, sur le territoire communal de Sainte-Marie, dans une zone qui a récemment été baptisée en l'honneur de l'homme politique Pierre Lagourgue.
L'aéroport se nommait à l'origine « Gillot », du nom de Gillot l'Étang, alors président de la Cour d'appel de Saint-Denis, et qui était le propriétaire du terrain. Il le vend à la fin des années 1920 au Crédit foncier colonial, peu de temps avant que le tout premier avion ne se pose à La Réunion le 26 novembre 1929.
- La première liaison aéropostale entre l'aéroport du Bourget et Gillot a lieu entre le 19 décembre et le 28 décembre 1936.
- L'accident du 9 mars 1968 survient dans les Hauts de Sainte-Marie deux minutes après le décollage d'un Douglas DC-6 depuis l'aéroport. Il cause la mort de seize personnes, dont le général Charles Ailleret.
- Le 4 août 1967, le premier Boeing 707 se pose sur l'île.
- En 1994, l'aéroport est baptisé aéroport de La Réunion-Roland-Garros, en l'honneur du célèbre aviateur né sur l'île[1].
- En 2009, le premier Airbus A380 se pose à la Réunion, fissurant la piste.
- À l'occasion du cinquantenaire du début des déplacements vers la métropole, de 1 630 enfants en 1963 dits des enfants de la Creuse, une stèle commémorative du sculpteur Nelson Boyer a été élevée devant l'aéroport de La Réunion Roland-Garros. Son inauguration s'est tenue le 20 novembre 2013[2].
- L'aéroport s'est s’agrandit en 2024, en construisant un nouveau terminal réservé aux arrivées. Le terminal existant devient réservé aux départs.

## Situation
| Saint-Denis Saint-Pierre |

| Tahiti Bora Bora Cayenne Pointe à Pitre Fort de France Moorea Nouméa · Magenta Nouméa · La Tontouta Wallis La Réunion · St Denis Saint-Pierre · Pierrefonds Mayotte St Martin-Espérance |

## Infrastructures

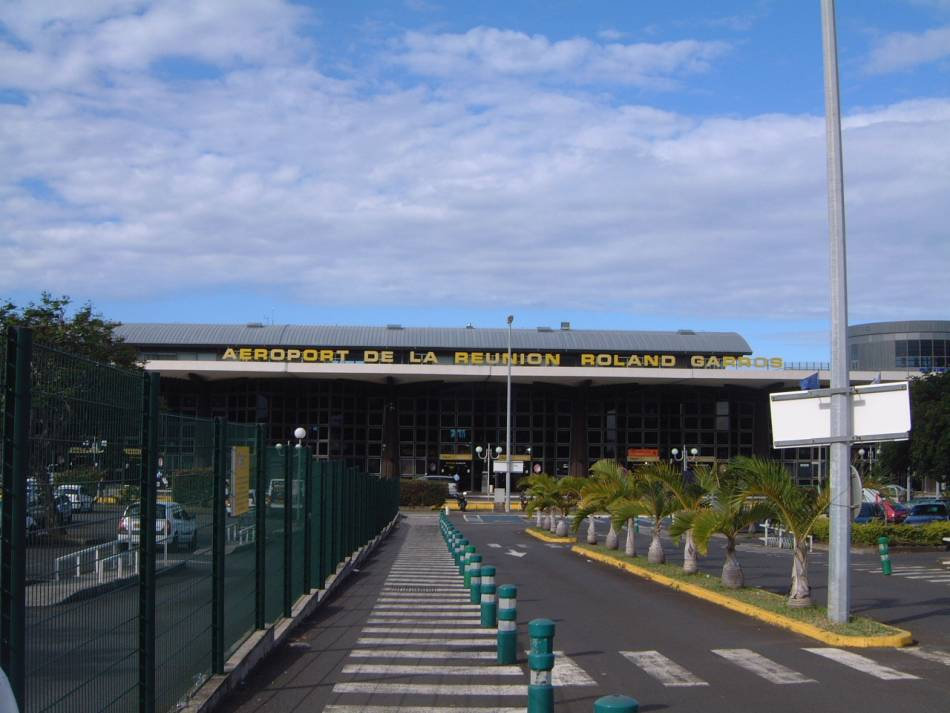
Vue de l'aérogare.

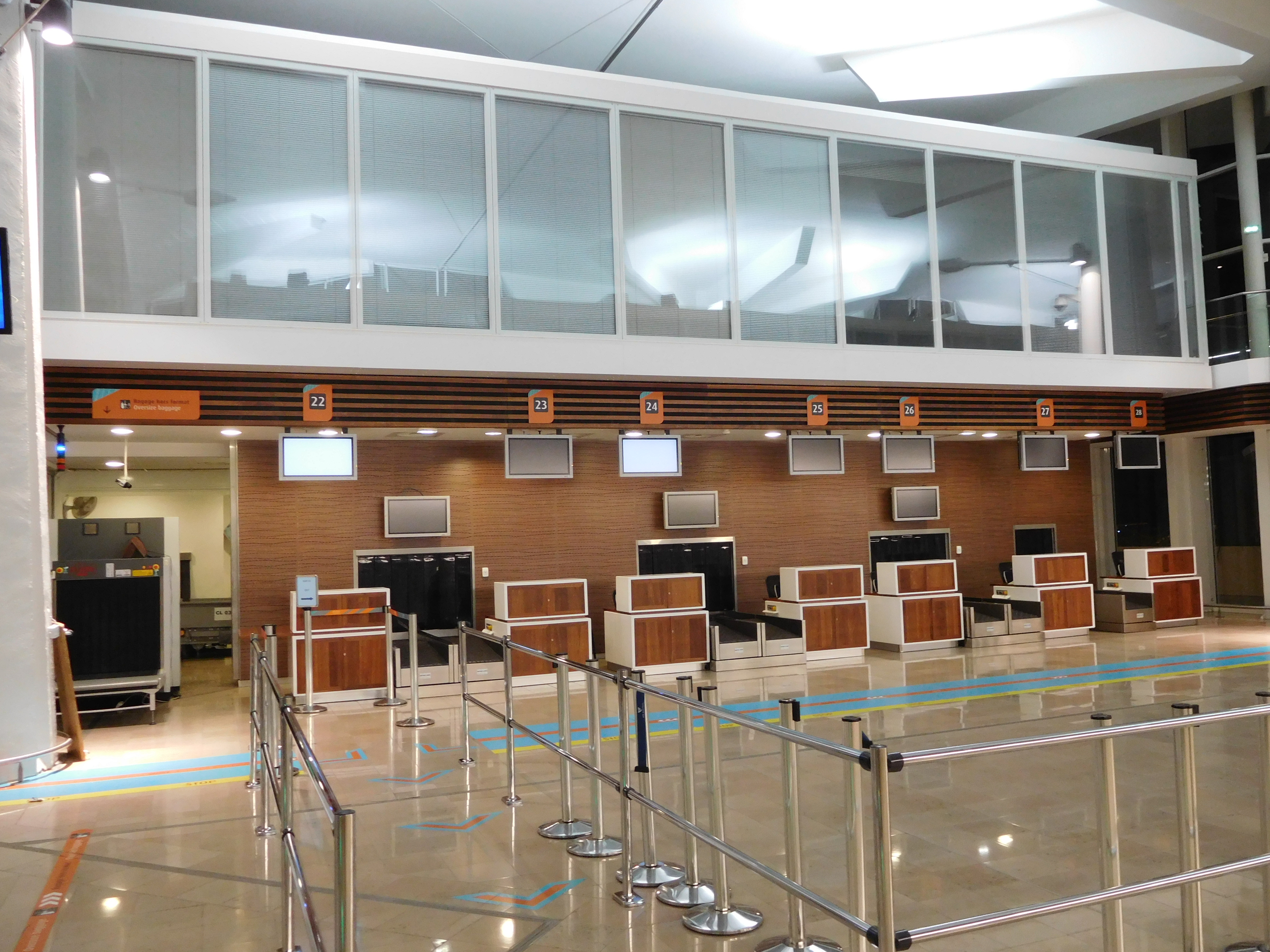
Nouvelle zone d'enregistrement située dans l'extension Est de l'aérogare.

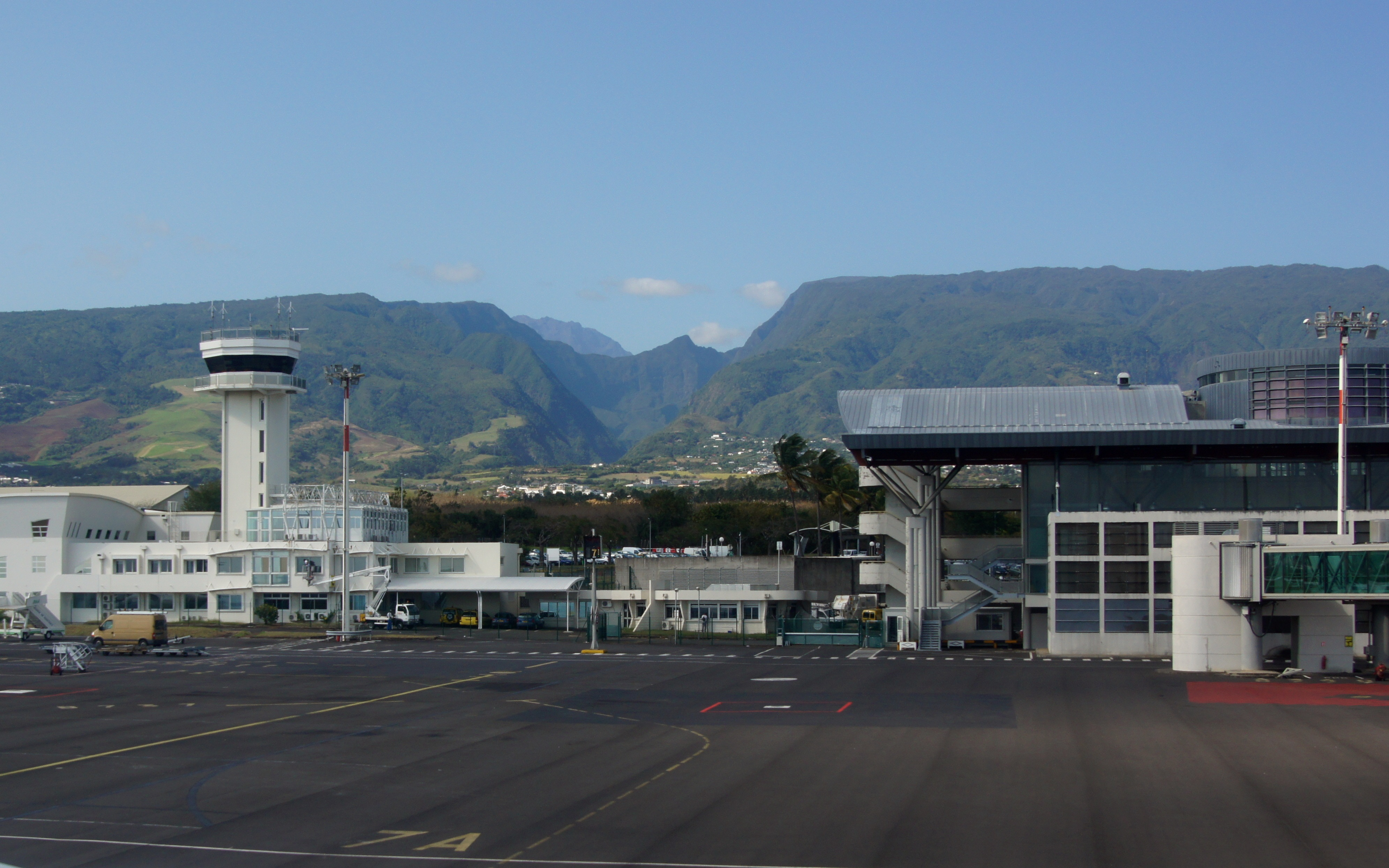
Vue du terminal depuis la piste.

L'aéroport dispose de quatre postes de stationnements qui sont équipés de passerelles permettant de relier directement l'aéroport aux avions. Quatre autres postes situés à proximité immédiate de l'aérogare passagers permettent d'accueillir d'autres appareils. L'aire « Cargo » est quant à elle équipée de deux postes de stationnement. C'est via cet aéroport qui porte le nom de Roland-Garros, en l'honneur du célèbre aviateur réunionnais, et dont le code IATA est RUN que s'effectue l'essentiel des liaisons avec l'Europe et les pays de la zone. Il a accueilli en 2003, plus de 1,4 million de passagers.
En 2009, l'aéroport a accueilli 1,750 million de passagers (+5,8 %), 1 passager sur 2 a voyagé en 2009 sur la compagnie Air Austral.
Un bureau d'accueil du CNARM a été installé dans l'aérogare début novembre 2005.
L'aéroport est aussi marqué par l'implantation d'une base aérienne militaire, la base aérienne 181, transférée en 1973 d'Ivato à la Réunion, et d'un aéroclub, l'aéro-club Roland-Garros.
Le 18 mai 2009, la chambre de commerce et d'industrie de La Réunion a présenté un « plan de composition générale » pour l'aéroport : plus de 150 millions d'euros seront investis afin de pouvoir accueillir 3 millions de passagers. De multiples extensions sont prévues tels que l'élargissement de la piste.
Le projet P.O.N.Z.O.C (projet d'optimisation de la nouvelle zone commerciale) a débuté en septembre 2016, il se terminera en septembre 2017. Cette optimisation permettra à l'aéroport Roland-Garros d'augmenter la fluidification du flux passager pour une augmentation des surfaces commerciales.
En 2017, il fut le premier aéroport français à être équipé d'un EMAS (Engineered Material Arresting System), un lit d'arrêt pour avion en cas de sortie de piste.
En 2024, une nouvelle aérogare, à conception bioclimatique et entièrement destinée aux arrivées a vu le jour. Le terminal existant précédemment est désormais totalement consacrée aux départs est est connectée au nouveau bâtiment Arrivées par des galeries aménagées aux niveaux 1 et 2. Deux jetées sont créées à l'ouest et à l'est des bâtiments permettant de faire passer à sept le nombre d'avions au contact (au lieu de quatre auparavant).
L'aéroport dispose de deux pistes (le seul de l'outre-mer français), capables d'accueillir des appareils gros porteurs (Airbus A340, Boeing 747, Airbus A330, Boeing 777 et l'Airbus A380).
Piste 1 :

dimensions : 3 200 m × 54 m ;
orientation : 12/30 ;
nature du revêtement : béton bitumineux.

Piste 2 :

dimensions : 2 670 m × 45 m ;
orientation : 14/32 ;
nature du revêtement : béton bitumineux.

## Compagnies et destinations

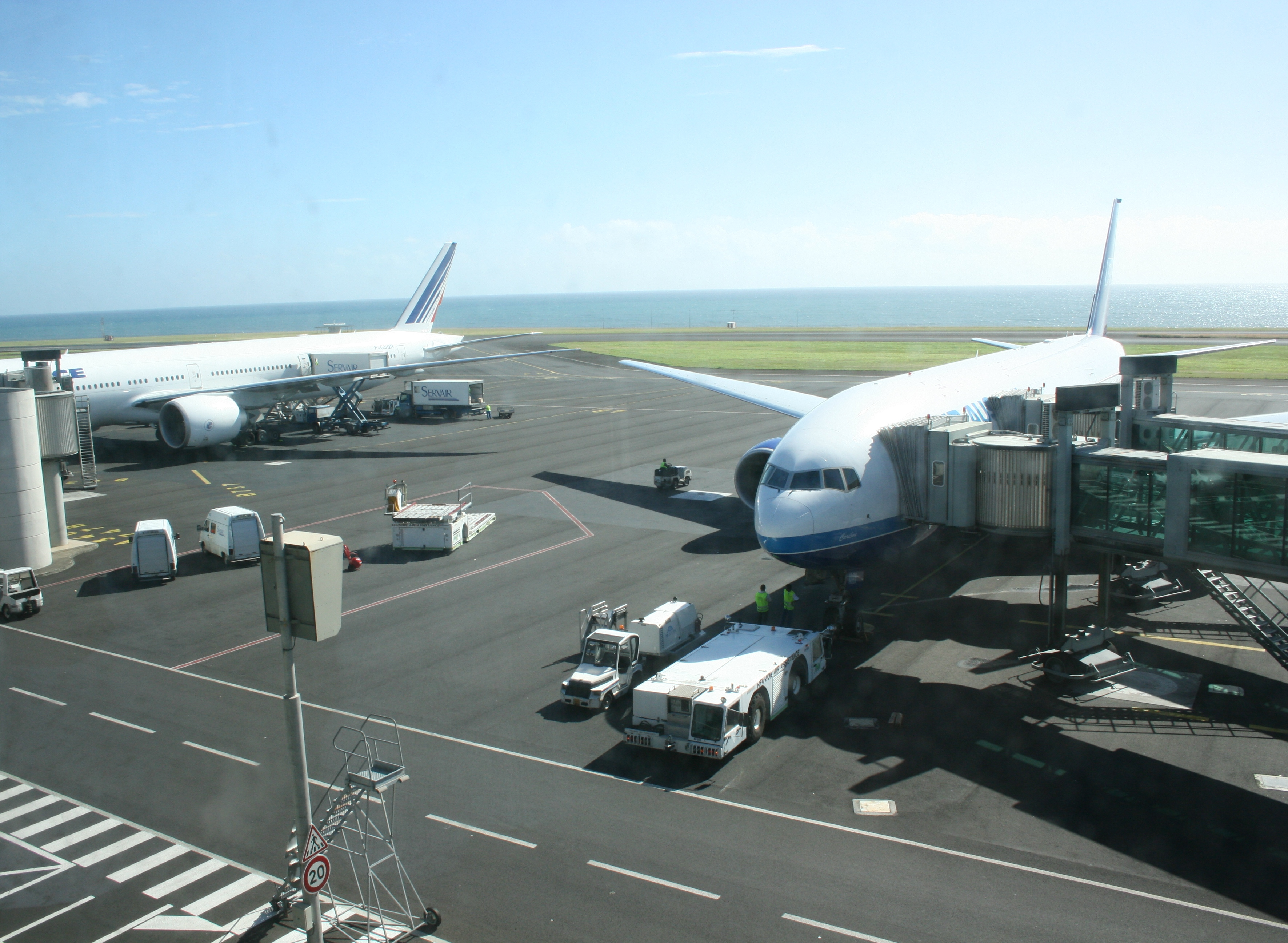
Des Boeing 777 aux couleurs d'Air France et Air Austral stationnés face à l'aérogare.

| Compagnies            | Destinations |
| --------------------- | --- |
| Air Austral           | - Antananarivo, - Diégo Suarez-Antsiranana, - Bangkok-Suvarnabhumi, - Dzaoudzi-M. Henry, - Johannesbourg OR Tambo, - Mahé-Seychelles international, - Maurice-Sir Seewoosagur Ramgoolam, - Moroni, - Nosy Be-Fascene, - Paris-Charles de Gaulle, - Tamatave/Toamasina |
| Air France            | Paris-Charles de Gaulle, Paris-Orly (Fin le 28 mars 2026) |
| Air Mauritius         | Maurice-Sir Seewoosagur Ramgoolam |
| Corsair International | - Antananarivo, - Dzaoudzi-M. Henry, - Lyon-Saint-Exupéry, - Marseille-Provence, - Maurice-Sir Seewoosagur Ramgoolam, - Paris-Orly |
| Etihad Airways        | En saison charter : Abou Dabi |
| Ewa Air               | Dzaoudzi-M. Henry |
| French Bee            | Paris-Orly |

Actualisé le 19/11/2024

## Cargo
| Compagnies          | Destinations                                           |
| ------------------- | ------------------------------------------------------ |
| Air France Cargo    | Paris-Charles de Gaulle                                |
| Magma Avation       | Paris-Orly, Marseille-Provence, Johannesbourg OR Tambo |
| Kenya Airways Cargo | Nairobi-J. Kenyatta                                    |
| KLM Cargo           | Amsterdam                                              |

## Trafic

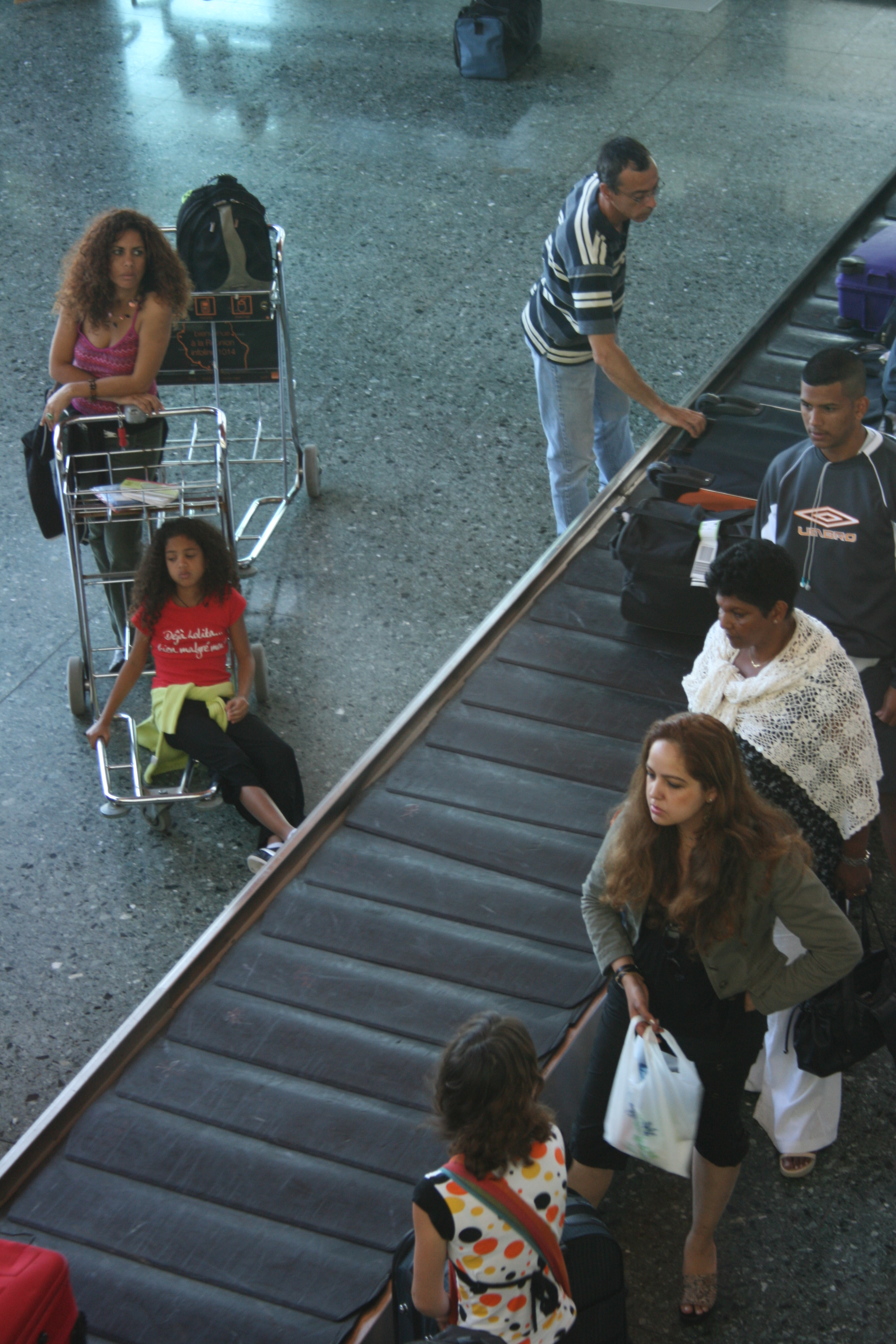
Des passagers fraîchement débarqués d'un vol depuis Paris-Orly attendant leurs bagages apportés par un carrousel.

### En tableau
En 2004, 360 728 passagers ont été transportés jusqu'à l'île Maurice. Cela représente 82,7 % du trafic aérien total entre La Réunion et l'île sœur, le reste des voyageurs empruntant l'aéroport de Pierrefonds.
Roland-Garros était le onzième aéroport de France en nombre de passagers en 2004. En 2007, l’aéroport a enregistré une hausse de 16 % du nombre de voyageurs. Il a accueilli un total de 2 473 843 passagers en 2018. Il est le 10e aéroport de France et le 2e aéroport d'Outremer (juste après l'Aéroport Guadeloupe Pole Caraïbes).
| Année | Nombre de passagers | Variation |
| ----- | ------------------- | --------- |
| 2000  | 1 490 382           | +7,1 %    |
| 2005  | 1 573 259           | -1,5 %    |
| 2006  | 1 364 036           | -13,3 %   |
| 2007  | 1 594 805           | +16,9 %   |
| 2008  | 1 654 105           | +3,7 %    |
| 2009  | 1 749 958           | +5,79 %   |
| 2010  | 1 970 575           | +12,6 %   |
| 2011  | 2 138 533           | +8,5 %    |
| 2012  | 2 067 764           | -3,3 %    |
| 2013  | 2 002 366           | -7,8 %    |
| 2014  | 2 014 111           | +1 %      |
| 2015  | 2 078 064           | +3,2 %    |
| 2016  | 2 107 510           | +1,4 %    |
| 2017  | 2 293 042           | +8,8 %    |
| 2018  | 2 473 843           | +7,9 %    |
| 2019  | 2 488 014           | +0,57 %   |
| 2020  | 1 040 139           | -58,2 %   |
| 2021  | 1 180 306           | +13,5 %   |
| 2022  | 2 345 161           | +98,7 %   |
| 2023  | 2 689 954           | +14,7 %   |
| 2024  | 2 712 095           | ▲ +0,82 % |

### En graphique
Pour des raisons techniques, il est temporairement impossible d'afficher le graphique qui aurait dû être présenté ici.

Voir la requête brute et les sources sur Wikidata.

## Climat
| Mois                              | jan.  | fév.  | mars  | avril | mai   | juin  | jui.  | août  | sep.  | oct.  | nov.  | déc.  | année   |
| --------------------------------- | ----- | ----- | ----- | ----- | ----- | ----- | ----- | ----- | ----- | ----- | ----- | ----- | ------- |
| Température minimale moyenne (°C) | 23,2  | 23,5  | 23    | 22    | 20,3  | 18,7  | 17,9  | 17,8  | 18,3  | 19,5  | 20,7  | 22,3  | 20,6    |
| Température maximale moyenne (°C) | 30    | 30    | 29,8  | 29,1  | 27,5  | 26,1  | 25,2  | 25,3  | 25,9  | 26,9  | 28,1  | 29,1  | 27,7    |
| Ensoleillement (h)                | 210,6 | 202,3 | 214,2 | 221,4 | 213,9 | 211,7 | 220,1 | 214,1 | 212,2 | 210,5 | 213,3 | 227,9 | 2 572,2 |
| Ensoleillement (MJ/m²)            | 22,25 | 21,93 | 20,09 | 18,44 | 15,54 | 14,69 | 15,32 | 17,26 | 19,85 | 21,41 | 22,73 | 23,5  | 1 942   |
| Précipitations (mm)               | 278,6 | 351   | 232,5 | 154,3 | 97,6  | 76,9  | 57,8  | 57,8  | 50    | 43,4  | 70    | 188,7 | 1 613,6 |

| Diagramme climatique                                  |           |             |             |              |              |              |              |            |              |            |               |
| J                                                     | F         | M           | A           | M            | J            | J            | A            | S          | O            | N          | D             |
| 3023,2278,6                                           | 3023,5351 | 29,823232,5 | 29,122154,3 | 27,520,397,6 | 26,118,776,9 | 25,217,957,8 | 25,317,857,8 | 25,918,350 | 26,919,543,4 | 28,120,770 | 29,122,3188,7 |
| Moyennes : • Temp. maxi et mini °C • Précipitation mm |           |             |             |              |              |              |              |            |              |            |               |

## Gestion de l'aéroport Roland-Garros
Depuis 2013, la gestion de l'aéroport Roland-Garros est assurée par la SA ARRG (Société aéroportuaire Aéroport Réunion Roland-Garros).
La présidence est assurée depuis le 1er janvier 2017 par Guillaume Branlat.

## Pour approfondir